# Alstroemeria revoluta
Alstroemeria revoluta és una espècie de planta de la família de les Alstroemeriàcies endèmica de Xile i el Perú encara que no hi és massa freqüent. És una planta herbàcia perenne que pot arribar fins a uns 80 cms. La flor és vermella amb sis pètals. És una espècie que s'usa com a planta ornamental.

## Hàbitat
Es troba sobre sòls rics en matèria orgànica i amb una mica d'humitat i bon drenatge desenvolupant-se a ple Sol. Creix en vessants i també a vegades en semiombra, sota arbres caducs o d'ombra mitjana. El seu hàbitat (segons l'altitud) és d'elevació mitjana, fins al límit del bosc. Tan pot ser a baixes cotes costaneres com en valls interiors o pot arribar fins als 500-2000m.

## Cultiu
Doncs és una planta de secà on el període sense precipitacions és d'uns 3 a 5 mesos i les quals no arriben a sobrepassa els 800mm anuals, concentrant-se a l'hivern. Les condicions de llum han de ser d'ombra tant sigui per cobriment per vegetació densa com a vessants pronunciats d'exposició sud. No resisteix la neu encara que si pot afrontar glaçades típiques de les matinades de l'alta muntanya no baixant de -5 °C.

## Taxonomia
- El nom en anglès és Inca Lily  i el nom comú en castellà és Mariposa del campo.
- Origen del nom del gènere Alstroemeria: degut al naturalista i col·leccionista de plantes suec Baron Clas Alströmer, 1736-1794.
- L'epítet específic de tipus adjectiu que fa referència als marges enrrotllats vers la cara inferior.[2]